# Liste des organisations du spiritualisme moderne
Le Spiritualisme moderne anglo-saxon, présent au Royaume-Uni et aux États-Unis est un mouvement représenté par diverses associations indépendantes ou fédérées.

## Associations du spiritualisme moderne (en activité)
Les associations qui possèdent plus d'un établissement.
- Australian Christian Spiritualist Order (Australia)
- California State Spiritualists’ Association (USA)
- Connecticut State Spiritualist Association (USA)
- Greater World Christian Spiritualist Association (UK)
- Harmonial Philosophy Association (USA)
- Illinois State Spiritualist Association of Churches (USA)
- « Independent Spiritualist Association »(Archive.org • Wikiwix • Archive.is • Google • Que faire ?) (consulté le 1er août 2017) (USA)
- Indiana State Association of Spiritual Science (USA)
- International Spiritualist Federation (International)
- Maine State Spiritualist Association of Churches (USA)
- Metropolitan Spiritual Churches of Christ (USA)
- Michigan State Spiritualist Association (USA)
- Ohio State Spiritualist Association (USA)
- National Spiritualist Association of Churches (USA)
- Pentecostal Spiritual Assemblies of Christ - International (USA)
- Spiritualist Association of Great Britain (UK)
- Spiritualists' National Union (UK)
- United Spriritualist Church Association (USA)
- Universal Hagar's Spiritual Church (USA)
- Victorian Spiritualists' Union (Australia)
- First Society of State Spiritualists (USA)

## Associations spiritualistes qui ne sont pas de langue anglaise
Les associations qui possèdent plus d'un établissement.
- Sociedade da Igreja Espiritualista Cristã no Brasil (Brésil)
- Hungarian Spiritualist Association (Hongrie)

## Camps d'été spiritualistes
Ces camps qui organisent des séminaires chaque été sont typiques du Spiritualisme moderne anglo-saxon implanté aux États-Unis. La plupart d'entre eux furent fondés au XIXe siècle. 
- Camp Chesterfield (Indiana, USA)
- Cassadaga Spiritualist Camp (Florida, USA)
- Lily Dale Assembly (New York, USA)
- Madison Camp (Maine, USA)
- Temple Heights Spiritualist Camp (Maine, USA)
- Wonewoc Spiritualist Camp (Wisconsin, USA)
- « Camp Etna »(Archive.org • Wikiwix • Archive.is • Google • Que faire ?) (consulté le 1er août 2017) (Maine, USA)
- Sunset Spiritualist Camp (Kansas, USA)

## Associations du spiritualisme modernes (disparues)
Les associations qui possédaient plus d'un établissement, mais dont la structure a changé ou a disparu.
- Working Union of Progressive Spiritualists (USA)
- Victorian Association of Progressive Spiritualists (Australia)
- The First Spiritual Union, San Francisco.  (USA)
- California Camp Meeting Association, Redondo.  (USA)
- The People’s Spiritualists’ Society, San Francisco.  (USA)
- People’s Progressive Spiritualists’ Society of Hollister.  (USA)
- The First Spiritual Union, San Jose.  (USA)
- Unity Spiritual Society, Santa Cruz.  (USA)
- The People’s Spiritualists’ Society, Stockton.  (USA)
- Ladies’ First Spiritual Aid Society, San Francisco.  (USA)
- First Christian Spiritualist Society, Oakland.  (USA)
- Society of Progressive Spiritualists, San Francisco.  (USA)
- Mediums’ Protective Association, San Francisco.  (USA)
- Children’s Progressive Lyceum, San Francisco.  (USA)
- First Progressive Spiritual Society, San Francisco.  (USA)
- The First Society of Progressive Mediums, San Francisco. (USA)
- Harmonial Spiritualists’ Association, Los Angeles.  (USA)
- Oakland Psychical Society.  (USA)

## Sources
Cet article est une traduction de l'article anglais correspondant.